# Guido De Padt
Guido De Padt (Geraardsbergen, 23 maggio 1954) è un politico belga, membro dei Liberali e Democratici Fiamminghi Aperti e sindaco di Geraardsbergen, ha ricoperto l'incarico di Ministro dell'interno dal 2008 al 2009 nel Governo Van Rompuy I.

## Biografia

### Gioventù
Guido De Padt è figlio di Maurice De Padt, ex sindaco di Viane e senatore. Andò a scuola presso il Royal Atheneum di Halle, dove si è laureato in scienze latine. Ha poi studiato presso la Vrije Universiteit Brussel (VUB), dove si è laureato in Master of Law nel 1977. Dopo il servizio militare, ha lavorato come avvocato per molti anni.

### Inizio della carriera politica
Nel 2001 ha abbandonato la sua pratica di concentrarsi completamente sulla sua carriera politica. Dal 2007 è stato consigliere comunale della cultura, del turismo, della biblioteca, dell'archivio e del patrimonio di Geraardsbergen. Dal 2003 al 2008 è stato deputato ed è stato membro della Commissione per le infrastrutture, il traffico e le aziende pubbliche (come membro permanente) e della commissione per gli affari sociali (come sostituto). Nel 2008 ha cumulato quindici mandati, nove dei quali sono stati pagati.
Nel governo Van Rompuy è diventato ministro degli Interni, succedendo a Patrick Dewael. Nel luglio 2009 è stato sostituito da Annemie Turtelboom. De Padt è stato commissario responsabile del governo per le società di revisione pubbliche. Ha ricoperto questo incarico nel governo Van Rompuy e Leterme II fino al 2010. Tuttavia, questo non gli è stato permesso ai sensi dell'articolo 5 della legge del 6 agosto 1931 in cui si afferma che i membri della Camera e del Belgio per un anno dopo il loro mandato non dovrebbero essere nominati a posizioni pagate dallo Stato. Nel luglio 2010 è stato co-optato per il suo partito in Senato dopo essere diventato il più eletto nelle elezioni di giugno. Rimase al quarto posto nella lista del Senato e ha ricevuto 46 935 di voti. Si tratterebbe di un mandato condiviso con Hilde Vautmans, che avrebbe preso il posto nei primi mesi del 2013. De Padt ha voluto concentrarsi di nuovo pienamente sulla sua città Geraardsbergen. Tuttavia, il cambiamento non ha avuto luogo e De Padt è stato senatore cooptato fino al 2014. Nelle elezioni del 2014 non era più un candidato, dove si è conclusa la sua carriera politica nazionale.

### Nuovo sindaco
Nel 2011 ha lanciato la proposta nei media per registrare l'etnia dei sospetti in reati. Il compagno e ministro della Giustizia corrente Annemie Turtelboom ha espresso la sua proposta e la volontà di esaminare la legalità e l'adeguatezza della registrazione etnica in un gruppo. Nel novembre dello stesso anno si è saputo che Guido De Padt succede a Freddy De Chou (sp.a) come sindaco di Geraadsbergen. De Chou si è poi dimesso per motivi personali, dopo undici anni come sindaco. I dipartimenti della CD & V e dell'Open VLD locali hanno concordato sindaco De Padt, con un cambio di maggioranza, il suo documento di nomina a governatore si è risolto. Il 30 dicembre 2011 De Padt ha prestato giuramento come sindaco di Geraardsbergen. Egli ha cumulato tre mandati, che sono stati tutti pagati. Uno dei suoi atti di politica prima come sindaco - insieme con l'altro sindaco della polizia di Geraadsbergen-Lierde - è stato l'introduzione del riconoscimento automatico della targa per la rilevazione di un reato.
Ha ottenuto l'attenzione dei media nazionali come un forte difensore nel mantenere il Muro di Geraardsbergen nel Giro delle Fiandre. Nelle elezioni locali del 2012, è stato leader del partito a Geraardsbergen. È riuscito a evitare il suo partito alla vittoria (l'Open VLD è salito al 34%) e De Padt ha raggiunto un punteggio di 5803 voti di preferenza (pari al 25,8% del totale). Dopo l'elezione il partito socialista - che era in tre legislature partner di coalizione - ha annunciato il cambio con la CD & V. La nuova coalizione ha una stretta maggioranza di due seggi.
De Padt è divorziato e ha tre figli. La figlia Caroline De Padt è anche politicamente attiva.